# آکیکو کاجیموتا
 آکیکو کاجیموتا (انگلیسی: Akiko Kijimuta؛ زادهٔ ۱ مهٔ ۱۹۶۸) یک تنیس‌باز اهل ژاپن است.